# Petrorhagia dianthoides
Petrorhagia dianthoides är en nejlikväxtart som först beskrevs av James Edward Smith, och fick sitt nu gällande namn av Peter William Ball och Heywood. Petrorhagia dianthoides ingår i släktet klippnejlikor, och familjen nejlikväxter. Inga underarter finns listade i Catalogue of Life.